# Execution Guaranteed
Execution Guaranteed – drugi album studyjny niemieckiego zespołu heavymetalowego Rage wydany 11 maja 1987 roku przez Noise Records.

## Lista utworów
1. „Down by Law” – 3:23
2. „Execution Guaranteed” – 6:49
3. „Before the Storm (The Secret Affair)” – 4:49
4. „Streetwolf” – 6:07
5. „Deadly Error” – 5:06
6. „Hatred” – 3:57
7. „Grapes of Wrath” – 5:12
8. „Mental Decay” – 5:53
9. „When You’re Dead” – 4:30

## Skład zespołu
- Peavy – śpiew, gitara basowa
- Jochen Schroeder – gitara
- Rudy Graf – gitara
- Jörg Michael – perkusja